# Micae Michai Kitbunchu
Micae Michai Kitbunchu (sinh 1929) là một Hồng y người Thái Lan của Giáo hội Công giáo Rôma. Ông hiện là hồng y Trưởng đẳng Linh mục của Hồng y Đoàn, trước đó, ông cũng là Tổng giám mục Băng Cốc từ năm 1972 đến năm 2009. Ông cũng là một nhân vật quan trọng với cộng đồng tôn giáo ở Thái Lan, với bốn lần đắc cử vị trí Chủ tịch Hội đồng Thái Lan.

## Tiểu sử
Hồng y Kitbunchu sinh ngày 25 tháng 1 năm 1929 tại Samphran, Thái Lan. Sau qáu trình tu luyện theo quy định Giáo luật, ngày 20 tháng 12 năm 1959, Phó tế Kitbunchu được phong chức linh mục cho Tổng giáo phận Băng Cốc. Giáo sĩ cử hành nghi thức truyền chức là Hồng y – Thượng phụ Grégoire-Pierre XV (François) Agagianian từ Tòa thượng phụ Cilicia (Armenian), Li Băng.
Ngày 18 tháng 12 năm 1972, Tòa Thánh loan báo tin về việc đã tuyển chọn linh mục Ktbunchu, khi ấy 43 tuổi, làm Tổng giám mục Tổng giáo phận Băng Cốc. Tuy đã có thông báo, nhưng mãi đến ngày 3 tháng 6 năm 1973, giám mục tân cử mới được cử hành các nghi thức tấn phong. Ba giáo sĩ là thừa tác viên chính của nghi thức là chủ phong – Tổng giám mục Joseph Khiamsun Nittayo, nguyên Tổng giám mục Băng Cốc; hai giáo sĩ phụ phong gồm giám mục Lawrence Thienchai Samanchit, giám mục chính tòa Giáo phận Chanthaburi và giám mục Michel-Auguste-Marie Langer, M.E.P., giám mục chính tòa Giáo phận Nakhon Sawan. Tân giám mục đã chọn khẩu hiệu: Per crucem ad lucem.
Mười năm trên cương vị người đứng đầu cộng đồng tôn giáo tại thủ đô Băng Cốc, ngày 2 tháng 2 năm 1983, Tòa Thánh loan báo Giáo hoàng Gioan Phaolô thông báo đã chọn Tổng giám mục Kitbunchu để phong cho tước vị Hồng y, cụ thể là Hồng y Đẳng linh mục của nhà thờ San Lorenzo in Panisperna.
Ngày 14 tháng 5 năm 2009, hồng y Kitbucnchu từ nhiệm vị trí Tổng giám mục của Băng Cốc, sau 37 năm giữ cương vị này. Tòa Thánh xác nhận và chấp thuận đơn xin của ông, vì giới hạn tuổi tác theo Giáo luật.
Đối với công đồng Công giáo Thái Lan, Hồng y Kitbunchu đóng vai trò rất quan trọng, cụ thể ông đắc cử 4 lần vị trí Chủ tịch Hội đồng Thái Lan, và giữ các chức nhiệm này trong nhiều khoảng thời gian dài nhưng gián đoạn. Cũ thể là từ 1979 đến 1982; từ 1985 đến 1991; từ 1994 đến 1997 và 2000 đến 2006.
Trên cương vị Hồng y, ông đã nhiều lần đến Rôma, trừ Công nghị Hồng y 1983 ra thì còn có chyến viếng thăm Ad Limina cùng giám mục đoàn Thái Lan. Hồng y Kitbunchu tham dự mật nghị Hồng y 2005, chọn Giáo hoàng Biển Đức XVI. Ông không thể tham dự Mật nghị Hồng y 2013 vì giới hạn tuổi tác.
Từ ngày 14 tháng 12 năm 2016, ông là hồng y Trưởng đẳng Linh mục của Hồng y Đoàn.